# Pauli Trond Petersen
Pauli Trond Petersen (ur. 4 lutego 1974 roku w Tórshavn) – farerski biznesmen i polityk. Poseł na Løgting.

## Życie prywatne
Pauli Trond jest synem Torsteina i Sigrið Petersenów. Wraz z żoną Barbarą Brattaberg ma troje dzieci: Torsteina (ur. 1996) Petura Penga (ur. 2006) oraz Arniego Su-Hyeok (ur. 2012). Najnowsze dzieci para adoptowała z Chin i z Korei. Ukończył studia ekonomiczne w dziedzinie doradztwa i bankowości. W latach 2001–2003 pracował w służbie celnej i podatkowej na Wyspach Owczych, później (2003–2004) w administracji firmy zajmującej się akwakulturą - Stjóri á Dalásmolt. Następnie jako doradca pracował w Eik Banki (2004–2008), a od 2008 do 2010 jako dyrektor finansowy w fabryce tworzyw sztucznych Vest Pack w Vestmanna. Od 2010 roku zajmuje się sprzedażą i marketingiem w firmie ubezpieczeniowej Føroya Lívtrygging (LÍV) z Tórshavn.

## Kariera polityczna
Petersen wystartował po raz pierwszy do rady gminy Vestmanna w wyborach samorządowych w roku 2004. Zdobył wówczas 43 głosy i od 1 stycznia 2005 roku sprawował funkcję radnego. Sukces ponowił cztery lata później, uzyskując 88 głosów wyborach samorządowych. Wziął udział z ramienia Fólkaflokkurin w wyborach parlamentarnych w 2011 roku, nie uzyskując jednak mandatu. Zastępował w Løgting Hanusa Samró w marcu 2013. Podczas wyborach samorządowych w 2012 roku uzyskał 140 głosów (najwyższy wynik w gminie Vestmanna) i od 1 stycznia 2013 roku sprawuje funkcję burmistrza. Z powodu swoich prawicowych poglądów dotyczących gospodarki odszedł z Fólkaflokkurin i w marcu 2015 roku dołączył do Tjóðveldi. Z ramienia tej partii wystartował w 2015 roku zarówno w wyborach do Folketingu, gdzie nie uzyskał mandatu, zdobywszy 168 głosów, jak i w późniejszych wyborach do Løgtingu, podczas których zdobył 218 głosów i początkowo nie dostał się do parlamentu. Mandat uzyskał po uformowaniu się rządu 15 września 2015 roku, kiedy jako poseł zastąpił wybraną na Ministra Finansów Kristinę Háfoss.